# Nicholas Benson
Nicholas Waite "Nick" Benson (nacido el 19 de agosto de 1964) es un tallador de piedra, letrero de piedra y propietario estadounidense de The John Stevens Shop en Newport, Rhode Island. Fue nombrado Fellow de MacArthur en 2010.

## Primeros años
Nick Benson comenzó a trabajar en el negocio familiar, The John Stevens Shop, a los quince años para su padre, John Everett Benson. Nick es un tallador de piedra y letrero de tercera generación. Estudió Dibujo y Diseño en la State University of New York en Purchase en 1986. En 1987, Benson pasó un tiempo en la Schule für Gestaltung Basel en Basilea, Suiza, donde estudió caligrafía, diseño de tipografías y dibujo bajo la dirección de Andre Gurtler, Christian Mengelt y Armin Hofmann.
Regresó a Estados Unidos en 1988 y continuó trabajando bajo la dirección de John Benson en The John Stevens Shop. Su padre le transfirió el negocio en 1993. Benson expande las artes tradicionales de la letreros manuales y tallado de piedra a través de sus diseños. También se dedica a enseñar a jóvenes artesanos, con la esperanza de que continúen creando sus propias obras y aseguren así el legado de esta práctica artística centenaria. Ha tenido varios estudiantes de diseño, especialmente de la cercana Rhode Island School of Design, y aprendices que trabajan con él en el taller y en proyectos.
Su tío fue el fotógrafo estadounidense Richard Benson. Richard Benson fue nombrado Fellow de MacArthur en 1986, haciendo de los Benson una de las dos familias con múltiples Fellows de MacArthur.

## Obra
Benson ha creado una letra arquitectónica distintiva para estas comisiones arquitectónicas y monumentales, prestando atención cuidadosa a los efectos que la escala grande, la luz cambiante y el deterioro a largo plazo tienen en las letras, además de trabajar detenidamente en los detalles muy pequeños de cada letra. "La composición completa es clave", explicó en una entrevista con la historiadora arquitectónica Judith Dupré, "pero la proporción de la letra, el diseño de la forma específica de la letra en sí misma, es extremadamente importante también. Igual de importante es la cadencia del texto, cómo se usa el espacio dentro de las letras, el espaciado entre palabras y líneas; todo eso es absolutamente crucial para un tallado inscripcional de calidad." Desarrolló una fuente original que se inspira en formas de letras griegas clásicas y tipografía sans serif contemporánea para el Memorial de Martin Luther King Jr. en el National Mall.
El trabajo de Benson en The John Stevens Shop también ha incluido lápidas personales y marcadores de tumbas. Su padre, abuelo y sus predecesores en el taller han creado lápidas individuales en materiales como pizarra gris y granito de Rhode Island.
Sus tallados se encuentran en la Galería Nacional de Arte, en la Galería de Arte de la Universidad de Yale, en Brown University y en Washington D. C., en el Memorial Nacional de la Segunda Guerra Mundial y en el Memorial de Dwight D. Eisenhower.
Es receptor de una Beca Nacional del Patrimonio 2007 otorgada por el National Endowment for the Arts, que es el mayor honor de Estados Unidos en las artes populares y tradicionales.

## Familia
Benson vive en Jamestown, Rhode Island, con su esposa y sus dos hijos.